# Éliane Vogel-Polsky
Éliane Vogel-Polsky, née le 5 juillet 1926 à Gand (Belgique) et morte le 13 novembre 2015 à Bruxelles (Belgique), est une juriste et féministe belge,.

## Jeunesse et famille
Éliane Vogel-Polsky est née à Gand le 5 juillet 1926. Ses parents, d’origine juive russe, se sont installés en Belgique après la Première Guerre mondiale et ont donné naissance à deux filles : Éliane et Marie-Françoise.
Éliane Vogel-Polsky, tout comme les enfants de la bourgeoisie à l’époque, fait ses études primaires en français. Ses parents, soucieux d’apporter la meilleure éducation possible à leurs enfants, inscrivent leur fille au lycée Émile-Jacqmain qui encourage les filles vers leur émancipation : elle est cependant contrainte d’arrêter ses études durant la Seconde Guerre mondiale pour se mettre à l’abri. En effet, la Belgique adopte à l’époque une ordonnance antijuive contraignant Éliane Vogel-Polsky à quitter son établissement scolaire. À la suite de cela, elle finira ses études secondaires sous une autre identité à Liège chez les sœurs bénédictines.
Son talent pour plaider des causes et sa bonne connaissance des institutions européennes font d’elle une avocate remarquable.
En 1952, elle épouse André Albert Vogel, un autre avocat, et ils auront ensemble 3 enfants : Jean (1953), Laurent (1955) et Alain (1956). Le couple monte un cabinet ensemble, mais un élément pose problème à Éliane Vogel-Polsky : parce qu’elle est à la fois mère et jeune avocate, les clients ont tendance à toujours se diriger vers son mari pour les affaires importantes.
Âgée de 90 ans, elle meurt à Bruxelles le 13 décembre 2015.

## Études et divers postes
Après les secondaires, elle entame des études de droit, domaine réputé comme étant plus « sérieux » que la philosophie qu’elle souhaitait étudier à l’époque. Éliane Vogel-Polsky s’inscrit aux facultés universitaires de Saint-Louis en 1944 et poursuit par un doctorat en droit à l’ULB, elle est diplômée docteur avec grande distinction en 1950 et rejoint le barreau la même année. Le 7 juillet 1950, elle obtient un doctorat à L’ULB avec grande distinction, fait assez rare pour une femme à cette époque. C’est lors de son doctorat qu’elle rencontre Marie-Thérèse Cuvelliez et Odette De Wynter, qu’elle aura l’occasion de recroiser tout au long de sa carrière.
En 1952, Éliane Vogel-Polsky participe avec Marie-Thérèse Cuvelliez au prix Janson : elles remportent le prix ce qui est une première pour des femmes dans l’histoire. Le talent oratoire d’Éliane Vogel-Polsky a été souligné à cette occasion et c’est grâce à cela qu’elle ouvre la première séance judiciaire du Jeune Barreau de Bruxelles.
Elle obtient également une licence en droit social et international en 1958 ainsi qu’une licence spéciale en droit social en 1963. Sans oublier le grade de licenciée spéciale en études européennes avec la plus grande distinction à l’institut d’Études européennes en 1965, ce qui lui permet de finaliser la spécialisation. 
Cela fait 3 licences spéciales acquises en moins de 7 ans, attestant de ses centres d’intérêts : le droit social international, le droit social comparé et le droit social communautaire. 
C’est en 1966 que Éliane Vogel-Polsky révèle une dimension militante féministe à ses travaux en soutenant la grande grève des ouvrières de la FN, s’orientant après Mai 68 vers les études féministes. « Elle n’hésitera pas à insérer la question de la discrimination sexuée dans ses cours ».
En 1975, elle dispense 4 cours pour au total 180 heures de cours : en droit du travail et de la sécurité sociale belge, en droit social international, en droit social comparé et en droit social européen. 
À partir de 1978 et jusqu’à sa retraite, elle est très active dans les domaines du droit social, de la place des femmes dans le travail, étant désormais reconnue internationalement. 
Sa renommée est internationale, elle noue des relations dans toute l’Europe et même au-delà. 
Ces invitations à l’étranger ne cessent pas, même après sa retraite. Cette dernière ne fut en effet pas de tout repos : elle consacre les années 1990 à « la défense du travail féminin, à la promotion de l’Europe sociale et de la citoyenneté européenne, et au développement des études féministes ». 
C’est en 1991 qu’elle obtient le titre de professeure de l’université, elle donne des cours de droit social comparé jusqu’en 1995 tout en continuant ses recherches. 

### Listing détaillé de ses divers postes
- Assure l’intérim des cours de Maurice Cornil au moment du décès le 11 octobre 1969, l’université saluera son effort considérable.
- Chargée d’organiser la Chaire pour la condition et le travail féminin en 1972-1973
- A dirigé une grande quête sur la situation des femmes salariées en Europe débutée en 1970 
  - 5 magazines soutiennent son projet : Amica (Italie), Margriet (Pays-Bas), Femmes d’Aujourd’hui (France et Belgique), Het Rijk der Vrouw (Belgique) et Brigitte (Allemagne). Ils en supportent les frais.
  - Enquêté lancée avec l’appui de la Commission européenne
  - Les résultats mettent crûment en lumière les inégalités sexuées au travail, tableaux et statistiques à l’appui. Les conclusions appellent au changement afin que l’égalité des femmes et des hommes se répercute également dans le monde du travail.
  - Plus tard, la Chaire Suzanne Tassier apporte une dimension académique : de février à mai 1974, les différents rapports de l’enquête sont présentés par six experts européens, dont Éliane Vogel-Polsky (en tire aussi les conclusions).
- Introduite à la CEE depuis 1962
- Titulaire de la Chaire de droit social en 1975
- « Fait partie du comité scientifique de la nouvelle revue Sextant, créée à l’ULB par le GIEF (fondé en 1989 et reconnu en 1999) par le Conseil de la recherche. Elle présentera les conclusions du premier colloque sur la Ligue belge du droit des femmes »[5].
- « De 1990 à 1994, elle dirige le Point d’Appui Women’s studies, créé par les services de programmation de la politique scientifique dans le cadre d’un programme Recherches en sciences sociales »[5].
- Organise, le 20 février 1992, une journée d’études sur « Fécondité et limites de la recherche féministe ».
- « De 1992 à 1994, elle organise deux cycles de séminaires. Deux thèmes sont privilégiés ; la critique féministe et les parcours épistémologiques ; le concept de démocratie paritaire né au tournant des années 1990 »[5].
- Le 27 avril 1994, Éliane Vogel- Polsky cycles de séminaire et développe le thème de « La démocratie paritaire, vers un nouveau contrat social ».
- Dirige la publication d’un Manuel des ressources en 1994 qui reprend l’essentiel des séminaires et des conférences (du Point d’Appui)
- Fonde avec deux philosophes (Lydia Zaïd et Dominique Rodriguez) le GERFES, qui devra néanmoins fermer rapidement faute de moyens.
- Fait des recherches en 1961-1962 pour la Direction Générale des affaires sociales de la Commission des Communautés européennes
- « Elle est sollicitée également par le Conseil de l’Europe, dès 1961 pour la Charte sociale, ensuite pour des programmes précis d’égalité des chances. Dans le sillage de Troclet, elle participe à plusieurs sessions de la Conférence internationale du Travail, suit les travaux de diverses commissions, deviendra elle-même experte auprès de l’Organisation internationale du Travail et du Bureau International du Travail»[5].
- Collabore à la préparation du Petit Livre rouge des femmes
- Elle participe à la Première Journée de la Femme
- Fait partie du Conseil des Cahiers du GRIF
- Détachée à mi-temps pendant deux mois au ministère du Travail pour une commission pour analyser les discriminations qui frappent les travailleuses, ce qui sert de base à la création d’une Commission du Travail des femmes
- Traite les résultats d’une grande enquête sur la vie des femmes lancée par le Centre féminin de rencontres et d’échanges
- Anime un séminaire sur l’Europe et expose ses propres thèses sur l’article 119 du Traité de Rome lors de la semaine de formation syndicale organisée par la FGTB à Zeezicht[5].

## Engagement professionnel

### Son entrée dans le droit social international
Éliane Vogel-Polsky découvre une nouvelle discipline à l’Institut du Travail à l’ULB : le droit social et international. Elle y décroche sa licence dans ce domaine en 1958 avec la plus grande distinction.
Dans le cadre de sa licence en droit et sociologie du travail à l’Institut du Travail, Éliane Vogel-Polsky écrit son mémoire qui sera publié 8 ans plus tard en 1966, le temps pour elle de le retravailler afin de pouvoir le présenter sous la forme d’un ouvrage volumineux : « Du Tripartisme à l’Organisation internationale du Travail ». Cet ouvrage énonce l’histoire de la liberté syndicale depuis 1919. 
Elle va au même moment découvrir Léon-Éli Troclet, dont elle suivra attentivement les cours de droit social. C’est un des premiers députés socialistes liégeois, ministre du travail et de la prévoyance sociale. En 1958, il crée le Centre national de sociologie du droit social (CNSDS). Éliane Vogel-Polsky est très intéressée par son enseignement car il arrive à rendre le droit du travail humain et vivant. La même année, elle l’assiste pour son cours de droit social international. C’est lui qui lui transmet « deux virus d’un coup : le virus social et le virus européen ». Éliane Vogel-Polsky devient chargée de recherche au sein du CNSDS, qui lui accorde une totale liberté pour ses travaux, elle devient ensuite maître de recherche, chercheuse qualifiée et enfin directrice de recherche à partir de 1972. Devenue directrice adjointe en 1969, elle succède à Troclet. 
En parallèle de tout cela, elle entre comme chargée de cours en 1969 à la Faculté de Droit à l’ULB, chargée de cours associée auprès de Léon-Éli Troclet (en droit social et droit international et droit social européen) et de Maurice Cornil (droit social comparé et cours d’histoire sociale contemporaine). 
Elle donne donc cours à l’Institut du Travail, à la Faculté de Droit et à la Faculté des Sciences sociales, économiques et politiques de l’ULB. Mais aussi à l’Institut de formation sociale et culturelle à Charleroi où elle anime le cycle « Responsabilité actuelle des mouvements ouvriers » à partir de 1963. 
Elle devient rapidement une experte aux yeux d’instances comme le gouvernement belge, mais aussi internationales, qui vont lui demander de diriger de nombreux travaux par le biais de ses fonctions au CNSDS. C’est en honorant ces contrats de natures assez diverses qu’elle fait « vivre » le Centre. Éliane Vogel-Polsky aura sous sa direction au Centre une douzaine de chercheurs, avant que le centre ne rencontre des difficultés financières comme beaucoup de groupes de recherche à l’époque. 

### Un article essentiel dans sa carrière: l'article 119 du Traité de Rome
Ses recherches ne sont pas uniquement consacrées à la défense des droits des femmes même si ce sont elles les plus sujettes aux inégalités et qu’elles ont donc une place importante dans ses travaux. Ce combat est assez complexe et Éliane Vogel-Polsky va rapidement comprendre que ses compétences juridiques seront fort utiles. 
Rapidement devenue une experte sur les plans national et international, ses domaines de prédilection sont les « relations industrielles, les politiques sociales, la liberté de grève et la liberté syndicale, les conflits éventuels entre le droit social international et le droit national, au niveau national, international, européen ». 
En parallèle de ses recherches sur le droit du travail et la dimension féministe qu’elle y apporte, elle s’intéresse également à de nombreux sujets internationaux, dans le domaine social, comme l’interdépendance des conventions sociales en se posant les questions de leurs conséquences ou de la responsabilité des états. La question d’interdépendance sera présente dans ses travaux sur les droits fondamentaux sociaux et économiques, distinguant les droits de la première et de la deuxième génération. 
Les années 1960 sont marquées par de grandes grèves telles que la grève des femmes de la FN Herstal de 1966 ou celles des mineurs de Zwartberg en 1966 ; les femmes sont plus présentes sur le marché du travail et on commence à prendre conscience des inégalités économiques. On est en pleine révolution industrielle et ces discriminations ne sont pas une préoccupation principale ; c’est le choc provoqué par ces grèves qui va lancer la Charte des droits de la femme au travail (1067) et le Statut de la travailleuse (1968), initiatives des syndicats. Une nouvelle vague de féminisme arrive des États-Unis qui rompt avec l’ancien et Éliane Vogel-Polsky est favorable à ce séparatisme dans un premier temps car elle estime que ce nouveau mouvement est vraiment libérateur de la parole des femmes. 
En tant que juriste, le souci d’Éliane Vogel-Polsky est désormais la construction d’une Europe sociale et à ses yeux l’article 119 du traité en est l’embryon. C’est sur base de l’article 119 du Traité de Rome (1957), aussi appelé « article d’Éliane », qu’elle va mener son combat car il est le seul article à dimension sociale dans ce traité qui est tourné vers des objectifs économiques. 
Cet article stipule que « chaque État membre assure, au cours de la première étape (censée être réalisée le 31 décembre 1961), et maintient par la suite, l’application du principe de l’égalité des rémunérations entre les travailleurs masculins et les travailleurs féminins pour un même travail ». 
Cet article vise la réduction des écarts salariaux entre hommes et femmes pour un même travail ainsi qu’une classification des tâches établie sur les mêmes critères pour les deux sexes. C’est la France qui a demandé cet article car elle était la seule à l’époque à avoir une législation en matière d’égalité salariale entre les sexes et elle avait donc peur d’être désavantagée à ce propos par rapport aux autres pays. Personne ne voit encore la base de la structure d’une construction européenne en la matière au moment de l’adoption du texte mais Éliane Vogel-Polsky y voit l’opportunité de faire respecter l’égalité salariale. Concernant la Belgique, elle ratifie le texte en 1958 mais elle ne sait exercer qu’une pression morale pour le faire respecter. En effet, ce sont les partenaires sociaux qui définissent les salaires (dans les commissions paritaires et les conventions collectives), ce qui n’est donc pas du ressort de l’état. Cet article 119 est donc considéré comme disposition-programme sans droit subjectif, engageant uniquement la responsabilité de l’État par rapport aux autres parties au Traité. Il est difficile de l’appliquer faute de chiffres sur le niveau de salaire des femmes.
La revendication de l’égalité de rémunération n’est pas toute jeune, évoquée une première fois en Belgique par Alice Bron avec la célèbre formule « À travail égal, salaire égal » en 1890. L’égalité salariale est inscrite dans le Traité de Versailles en 1919, reconnue par la Société des Nations (SDN), mais cette revendication est rapidement oubliée lorsque les états souvent faire face à une crise économique en 1935. Si elle est appliquée dans certains cas c’est que certains y voient la possibilité de réduire le chômage des hommes en les préférant à l’embauche.
Après la Seconde Guerre mondiale, des progrès sont faits en la matière aux niveaux national et international, produisant des instruments juridiques internationaux, susceptibles d’être utilisés en droit national. Le droit social belge n’a pas de législation en la matière malgré la volonté de certains comme Léon-Éli Troclet alors à la tête du département du Travail de 1954 à 1958. Un progrès est fait en 1957 avec la signature du Traité de Rome et sa ratification par le Gouvernement belge en 1958. Malheureusement, ce traité n’est que peu mis en application et les diverses associations qui luttent pour cette égalité salariale soulignent la nécessité de respecter les obligations internationales. Même si la Commission européenne rappelle en 1960 l’obligation de se mettre en conformité avec l’article 119, son application est nulle. 
L’écart moyen entre les salaires était de 30 à 35 %, mais la discrimination envers les femmes ne se traduit pas que par les salaires ; la dévalorisation systématique du travail des femmes provient de tout le contexte sociologique, social et familial de l’époque.  
En 1961, les ministres des États membres décident de faire basculer l’article 119 à la politique sociale, ce qui permet d’en repousser sa réalisation. Éliane Vogel-Polsky dira que c’est une violation pure et simple du Traité, étant donné qu’il n’est plus nécessaire de vérifier l’accomplissement et le maintien des garanties reconnues par l’article, comme jamais vue auparavant mais personne n’y prête attention à part elle. Elle tentera en vain de se faire entendre lorsqu’elle affirme que l’article est désormais directement applicable. Persuadée qu’elle n’obtiendra gain de cause que par voie judiciaire et appuyée par Léon-Éli Troclet, elle cherche un cas à porter devant la Cour de Justice de l’Union européenne pour fixer la question de l’interprétation de cet article. C’est un tournant dans sa carrière car à partir de ce moment, Éliane Vogel-Polsky veut « aider les femmes en transformant leur révolte en des actions concrètes et pertinentes devant les tribunaux ».
La revendication de l’égalité salariale et l’application de l’article 119 du Traité de Rome sont les mots d’ordre des grèves telle que la grève des femmes de la FN Herstal de 1966 ; une pétition sera même lancée. C'est lors d'un exposé d'Éliane Vogel-Polsky que l'une des leaders de cette grève d'Herstal, Charlotte Hauglustaine, apprend l'existence de l'article 119 du traité de Rome.

### Grande grève de la FN
Lors d’une formation syndicale qu’Éliane Vogel-Polsky donne en 1965, elle explique le contenu de l’art.119 du traité de Rome aux ouvrières présentes ainsi que tout ce que ce dernier implique. Quelques mois plus tard, 3 de ces femmes présentes à la conférence seront les leadeurs de la grande grève de la FN.
Les femmes bloquant la FN ont des revendications très claires : elles désirent une application du principe « à travail égal, salaire égal » prévu par l’article 119 du traité. 
Puisqu’il n’y a pas eu de préavis, les femmes ne sont pas payées durant leur rébellion mais elles avaient fait une caisse, ce qui leur permet de continuer la grève jusqu’au 10 mai
Revendications : égalité salariale et application de l’article 119 du traité de Rome. Elles sont soutenues par des associations féministes.
Après 12 semaines de grève, on constate des répercussions au niveau national, ainsi qu’international.
Cette grève de la FN fut un révélateur personnel pour Éliane Vogel-Polsky : c’est cet événement majeur qui va mener au féminisme. 

### Mai 68
Présente à Paris durant le mois de mai 1968, Éliane Vogel-Polsky s’intéresse de très près à la révolte étudiante en cours. Cependant, cette révolte s’avère être surtout une révolte des fils contre les pères : il n’y a pas vraiment de place pour les revendications féministes, qui prennent place en même temps mais ne sont pas vraiment entendues pas les universités à Bruxelles.

### Arrêt Defrenne c. Sabena
Si Éliane Vogel-Polsky est aussi connue, c’est également pour avoir défendu Mme Defrenne, une employée licenciée à cause de son âge par la compagnie aérienne Sabena. En effet, la compagnie Sabena a pour habitude de licencier ses hôtesses de plus de 40 ans, alors quand Gabrielle Defrenne voit son contrat prendre fin, elle décide d’attaquer la compagnie en justice.
Voyant dans cette affaire une opportunité d’introduire une action pour l’application de l’article 119 du traité de Rome, Éliane Vogel-Polsky prend ce dossier et plaide la discrimination. Mme Defrenne réclamant l’égalité des droits. Éliane Vogel-Polsky voulait ainsi prouver que leur souhait n’était pas une utopie.
Le combat mené par Éliane Vogel-Polsky se solde alors par un immense succès. En effet, après 8 années de plaidoiries, la Cour de Justice de l’Union Européenne rend un arrêt historique dans laquelle elle déclare, d’une part, que l’article 119 devient invocable par les juridictions nationales et, d’autre part, reconnait l’égalité homme-femme comme un principe fondateur du droit européen.

### Années 1990: la démocratie paritaire
Pour Éliane Vogel-Polsky, il est impossible de progresser dans le domaine de l’égalité professionnelle sans intervenir dans la sphère politique. En 1992, elle rejoint un réseau qui se nomme « femmes et prise de décisions », qui va créer le nouveau concept de démocratie paritaire. La première manifestation de ce réseau se déroulera à Athènes, lors d’un sommet qui aura un impact considérable. 
« Cette conférence d’Athènes s’est achevée par une déclaration sur la démocratie paritaire. La Commission finance toute l’initiative et on avait invité toutes les femmes chefs de gouvernement ou faisant partie de gouvernements à l’époque. Elles ont signé la déclaration d’Athènes, qui n’était pas un acte officiel des communautés. » En effet, de nombreuses femmes politiques ont signé la déclaration d’Athènes, déclaration qui était plutôt d’ordre idéologique, et décident par la suite de s’engager dans leurs gouvernements respectifs afin de faire progresser la cause de la démocratie paritaire. 

## Œuvres et publications
- 1963 : « Une coopérative de production pour des travailleurs industriels pensionnés », Revue de Sociologie (3), p. 475-505.
- 1966 : 
  - Du tripartisme à l’organisation internationale du travail. Études du Centre national de sociologie du droit social, Bruxelles : Ed. Institut de Sociologie de l’ULB, 352 p.
  - « L’article 6 de la Charte sociale européenne », Revue de l’Institut de sociologie".
  - « La conciliation des conflits collectifs du travail au niveau de la profession », dans : La conciliation des conflits collectifs du travail en Belgique. Droit et pratique, Gembloux : Duculot.
- 1967 :
  - « L’article 119 du Traité de Rome peut-il être considéré comme self-executing ? », Journal des Tribunaux, p. 232-237.
  - « L’opinion publique internationale comme facteur de développement du droit social international : le cas de l’Afrique du Sud à l’OIT », dans : Mélanges offerts à Léon-Éli Troclet, Bruxelles : Institut de Sociologie, p. 245-321.
- 1968 : 
  - « Le travail intérimaire en Belgique », dans : L.-É.Troclet et É. Vogel-Polsky, avec la collaboration de G. Desolre, Le travail intérimaire en Belgique et dans les pays du Marché commun. Étude sociologique et juridique. Études du Centre national de sociologie du droit social, Bruxelles : Institut de Sociologie de l’ULB, 280 p.
  - « L’égalité de rémunérations masculines et féminines : le droit face à la réalité », Revue de droit contemporain (1), p. 53-82.
  - « Le travail des femmes et l’arrêté royal du 24 octobre 1967 », Socialisme (86), 51 p.
  - « L’influence des conventions internationales du travail sur la législation sociale en Belgique », Revue internationale du Travail 98(5), Genève : BIT, 38 p. 1970 « Des moyens institutionnels prévus par le Traité de Rome de l’article 119 », dans : Studies en Voordrachten, Bruxelles : Fakulteit der Rechtsgeleerdheid, p. 219-229.
- 1972 : « Problèmes d’actualité en droit du travail en Belgique », Revista di diritto internazionale e comparato del lavoro 12(1-2), p. 129-140.
- 1973 : « De l’efficacité du droit social international », Journal des Tribunaux (4815).
- 1974 : « La préparation professionnelle des femmes salariées dans les pays de la Communauté européenne », La Revue nouvelle, janvier, p. 35-39.
- 1975 : 
  - « Considérations sur l’égalité en droit », dans : L’égalité. Études publiées sous la direction de R. Dekkers, P. Foriers, Ch. Perelman, par L. Ingber, Travaux du Centre de philosophie du droit, vol. IV, Bruxelles : ULB, p. 23-37. (Paru aussi dans le Journal des tribunaux du travail, 30 avril 1973.)
  - « Des contradictions de l’égalité en droit du travail », dans : L’égalité. Études publiées sous la direction de R. Dekkers, P. Foriers, Ch. Perelman, par L. Ingber, Travaux du Centre de philosophie du droit, vol. IV, Bruxelles : ULB, p. 38-54.
  - « Promotion des femmes dans le monde du travail », Revue internationale du travail 112(1), juillet, p. 33-50.
  - « Les dimensions socio-économiques et sociologiques du retour des femmes sur le marché du travail. Résultats d’une enquête », Revue du Travail (9), p. 626-650.
- 1976 :
  - « La femme dans le monde du travail », Actes des journées d’études, Cahiers de la Commission du travail des femmes (1), mars, p. 79-86.
  - «  Égalité de rémunération », Revue du Travail (3), p. 373-392. 1977 « L’évolution du statut de la travailleuse dans les relations de travail », dans : 30 jaar Belgische arbeidsverhoudingen, Deventer : Kluwer, p. 179-216.
- 1978 : 
  - « Les conséquences du divorce dans quelques systèmes de sécurité sociale en Europe », dans : VIIIes Journées d’études juridiques Jean Dabin, UCL, Bruxelles : Bruylant, p. 393-420.
  - « Les facteurs d’extranéité : le rôle du droit et de la jurisprudence communautaires », Revue de l’Université libre de Bruxelles, A l’enseigne du droit social belge (1-3), p. 283-311.
  - « L’article 8. Droit des travailleuses à la protection », dans : La Charte sociale européenne. Dix années d’application. Actes du colloque des 14-15 octobre 1976, organisé sous la direction de Léon-Éli Troclet, Bruxelles : Ed. ULB-Institut d’Études européennes, p. 223-233.
  - « Conclusions générales », dans : La Charte sociale européenne. Dix années d’application. Actes du colloque des 14-15 octobre 1976, organisé sous la direction de Léon-Éli Troclet, Bruxelles : Ed. ULBInstitut d’Études européennes, p. 275-291.
- 1983 : « Lecture juridique de deux conflits », Cahiers du Grif, 26, p. 125-146.
- 1984 : 
  - « Belgique », dans : Crise, maintien de l’emploi et partage du travail. Colloque international du Centre d’études juridiques européennes de Genève, Genève : Ed. Georg, pp. 48-108.
  - « Les besoins sociaux nouveaux », dans : J. Vandamme (dir.), Pour une nouvelle politique sociale, Paris : Economica, p. 55-68.
- 1985 : « Les programmes d’action positive en faveur des femmes », Revue internationale du Travail, (124), mai-juin, p. 267-280 ; (125), juillet-août, p. 413-429.
- 1986 :
  - « L’incidence du droit social européen sur le droit du travail belge », dans : P. Van der Vorst (dir.), Cent ans de droit social, offerts à Louis Duchatelet, Bruxelles : Bruylant, p. 717-770.
  - « L’égalité entre hommes et femmes en droit du travail en Belgique », dans : M. Verwilghen (ed.), L’égalité juridique entre hommes et femmes dans la communauté européenne, vol. 2, t. 2, Louvain-la-Neuve, p. 15-39.
  - « Égalité de rémunération et de traitement entre hommes et femmes. Les procédures de recours en matière d’atteintes à l’égalité de traitement », Cahiers de la Commission du travail des femmes, Revue du Travail (8), mars-avril, p. 11-35.
- 1988 : « De la problématique des actions positives en Europe », dans : M.-Th. Meulders-Klein et J. Ekelaar (ed.), Famille, État et sécurité économique d’existence, t. 2, Bruxelles : Story-Scientia, p. 1043-1074.
- 1989 :
  - « L’Europe sociale de l’an 2000 et la charte sociale européenne », dans : Europe, le défi  social, Bruxelles : Ed. Ciaco, p. 107-132.
  - « L’acte unique ouvre-t-il l’espace social européen ? », Droit social (2), février, Paris, p. 177-189.
  - « La Europa social del año 2000 : la Carta social y el sistema communitario », dans : Jose Vidal Soria (ed.), La Carta Social Europea desde la perspectiva de la Europa social del año 2000, Acta del colloquio commemorativo del XXV aniversario de la Carta social europea (Univ. de Granada), publ. Ministerio de Trabajo y Seguridad Social, pp. 67-91.
  - « Nuovi Diritti nell’Europa sociale », dans : Democrazia e diritto, Centro du studi e di iniziative per la reforma dello stato (6), p. 283-303.
  - « L’Atto unico apre la strada a une « spazio sociale europeo » ? », dans : Sinistra Europea, Annali 1988-1989, Ed. Franco Angeli, p. 39-72.
  - « Aspects historiques de la sécurité sociale et ses liens avec le travail », dans : Une autre sécurité sociale ? Actes du colloque européen organisé le 13 avril 1989 par le CNFB, Bruxelles, pp. 1127.
- 1990 :
  - « Unlawfull Discrimination in Employment », Georgia. Journal of International and Comparative Law 20(1), 25 p.
  - « Que faire pour l’Europe sociale après le sommet de Strasbourg ? », Droit social (2), février, Paris, pp. 219-227. (Aussi en anglais : « What future is there for a social Europe : following the Strasbourg summit ? », Industrial Law journal, Oxford, juin 1990.)
  - « Third comparative labor rountable – unlawful discrimination », Employment : International law and community laws. Their interrelationship with domestic law 20(1), spring, pp. 1-12.
- 1991 :
  - « Droit du travail comparé en Amérique du Nord et sida », dans : M. Vincineau (coord.), Le sida, un défi  aux droits. Actes du colloque organisé à l’ULB, 10-12 mai 1990, Bruxelles : Bruylant, pp. 705-735
  - La politique sociale dans la perspective d’une Union européenne, Bruxelles : éd. Parlement européen, Série sociale n° 9, 63 p. (Egalement en anglais : Social Policy in an united Europe.)
  - La directive du Conseil sur les licenciements collectifs, Bruxelles : Ed. ULB, 105 p.
  - « Des perspectives posées par l’adoption d’une charte communautaire des droits sociaux et fondamentaux et par l’adoption d’un programme d’action sociale : quelle instrumentalisation juridique pour l’Europe sociale ? », dans : A. Jaumotte et al., L’Europe en devenir, Bruxelles : éd. Les éperonniers-Conseil de l’Education permanente de l’ULB, p. 55 et sv.
- 1992 :
  - La protection des travailleurs du commerce et des bureaux en matière disciplinaire, Genève : BIT, 131 p.
  - 1992, quelles perspectives pour les femmes ?, Bruxelles : Secrétariat à l’Europe 92, coll. L’Europe en poche, 16 p.
  - « Avant-propos », dans : Quel avenir pour l’Europe sociale : 1992 et après ? Actes du colloque en hommage à Léon-Éli Troclet, Bruxelles : CIACO, pp. 9-11.
  - « Hommage à Léon-Éli Troclet », dans : Quel avenir pour l’Europe sociale : 1992 et après ? Actes du colloque en hommage à LéonÉli Troclet, Bruxelles : CIACO, pp. 21-41.
  - « De la dimension sociale du marché intérieur à une véritable cohésion économique et sociale », dans : Quel avenir pour l’Europe sociale : 1992 et après ? Actes du colloque en hommage à LéonÉli Troclet, Bruxelles : CIACO, pp. 81-108.
- 1993 : « Aujourd’hui… des études féministes », Sextant 1, pp. 91-95.
- 1994 :
  - « La citoyenneté européenne et les femmes. Une relecture féministe », dans : L’avenir de la politique sociale européenne, Louvain-la-Neuve : Presses universitaires de Louvain, pp. 287301.
  - « Les impasses de l’égalité. L’égalité à travers la parité », La Revue nouvelle (12), pp. 28-48. –
  - « Les impasses de l’égalité ou pourquoi les outils juridiques visant à l’égalité des femmes et des hommes doivent être repensés en termes de parité », dans : É. Vogel-Polsky, M.N. Beauchesne et L. Zaïd, Manuel des ressources sur les Women’s studies en Belgique, Bruxelles, pp. 119-133. (Aussi dans Parité-Infos, n° hors série, 1994.)
  - « Maastricht ou la voie étroite du social », dans : M. Telo (dir.), Quelle union sociale européenne ? Acquis institutionnel, acteurs, défi s, Bruxelles : Ed. ULB, pp. 79-96.
  - « Les compétences sociales de l’Union européenne : protection sociale et sécurité sociale », Revue belge de sécurité sociale (4), pp. 1135-1154.
- 1995 :
  - « Les législations d’égalité entre les femmes et les hommes : un inaboutissement programmé », Les Cahiers du MAGE (3/4), pp. 95-105.
  - « La reconnaissance en droit international des droits économiques, sociaux et culturels de la personne et son interrelation avec l’article 23 de la Constitution », dans : R. Ergec (dir.), Les droits économiques, sociaux et culturels dans la Constitution, coll. Faculté de Droit de l’ULB, Bruxelles : Bruylant, pp. 42-92.
- 1996 :
  - « Genre et Droit : les enjeux de la parité », Les Cahiers du GEDISST, 17, Paris.
  - « The Conception and Instrumentalisation of Legislation on Equal Opportunities for Men and Women : programmed not to succeed », Transfer. European Review of Labor and Research 2(2), June, pp. 349-382.
  - « Démocratie, femmes et citoyenneté européenne », dans : Partager le pouvoir demain. Stratégies pour un futur paritaire. Actes du colloque organisé à Bruxelles les 28 et 29 février, Bruxelles : Réseau national Femmes dans la prise de décision politique, économique et sociale, pp. 1-33.
  - « La construction socio-sexuée du droit du travail en Belgique », dans : I. Kravaritou (éd.), The Sex of the Labour Law in Europe, Netherlands : Ed. Kluwer Law International, pp. 3151.
  - « Faire de l’Union un levier pour l’égalité des sexes », Le Monde diplomatique 43, pp. 6-7.
  - « Aspects juridiques de l’accès et la participation des femmes au marché du travail », dans : Rapport de synthèse européen, Forum d’experts, Bruxelles.
  - « Les trous noirs de l’univers des médias », Chronique féministe (58), pp. 5-6.
- 1997 :
  - « Les femmes, la citoyenneté européenne et le traité de Maastricht », dans : A. Del Re et J. Heinen (dir.), Quelle citoyenneté pour les femmes ? La crise de l’État providence et de la représentation en Europe, Paris : L’Harmattan, pp. 267-293. (Aussi en italien : « Donne, cittadinanza europea e trattato di Maastricht », dans : A. Del Re et J. Heinen (dir.), Quale Cittadinanza per le donne ?, Ed. Franco Angeli, pp. 251-277.)
  - « Démocratie, femmes et citoyenneté européenne », Sextant (7), Bruxelles : GIEF-ULB, pp. 17-40.
  - « La conférence intergouvernementale de 1996 et les espoirs d’une citoyenneté européenne : une responsabilité partagée », Excluant… exclu, La Pensée et les Hommes, n° spécial, pp. 6373.
- 1998 :
  - « Droit de l’Union européenne : contraintes et subsidiarité », dans : Droit du travail et mondialisation, Etudes et Recherches, ISERES, pp. 65-71.
  - « Comment recourir au concept de Good Governance pour garantir la participation égale des femmes au pouvoir ? », dans : Le pouvoir en force. Actes du colloque de Bruxelles, 1er octobre 1998, Bruxelles : MET, pp. 39-54.
- 1999 :
  - « Existe-t-il en droit communautaire une obligation positive des Etats membres d’adopter des normes qui favorisent la pleine réalisation des droits qu’il consacre ? », dans : Studi sul Lavoratore. Scritti in onore di Gino Giugni, 2 vol., Bari : Ed. Caccuci, pp. 1685-1700.
  - « La négociation collective du temps de travail dans la perspective du genre », dans : Y. Kravaritou (ed.), La réglementation du temps de travail dans l’Union européenne. Actes du colloque de Florence 27-29 avril 1995, Bruxelles : Lang, pp. 325-330.
- 2001:
  - « Gender Equality and Community Law », dans : U. Mückenberger (ed.), Manifesto Social Europe, Publisher European Trade Union Institute, pp. 255-268.
  - « Les femmes et les changements de la démocratie dans l’Union européenne. Où en est la parité ? », dans : La parité est l’avenir de l’homme. Actes du colloque organisé le 24 août 2000, Bruxelles : PAC, Ed. Luc Pire, pp. 39-56.
  - « Le droit à l’égalité dans la Communauté européenne : « l’inaccessible étoile » », dans : É. Vogel-Polsky et M.-N. Beauchesne (coord.), Les politiques sociales ont-elles un sexe ?, Bruxelles : Labor, pp. 125-144.
- 2003 : « Agir pour le droit des femmes », Entretien avec Éliane Vogel-Polsky réalisé par Muriel Royer, Raisons politiques (10), Paris : Presses de Sciences Po, pp. 139-149.
- 2006: « Cinquante ans de droit du travail », dans : M. Sylin, Cinquante ans d’évolution du travail. De la semaine de 5 jours à la Directive Bolkenstein. Colloque organisé à l’occasion des 50 ans de l’Institut des Sciences du Travail, Bruxelles : ULB, pp. 30-46"[5]

## Distinctions
1992 : docteur honoris causa (université de Lleida, Catalogne) pour sa carrière de professeur.

## Postérité
Éliane restera connue pour les nombreux combats qu’elle a menés pour atteindre une égalité salariale et une parité démocratique entre les hommes et les femmes, ainsi que pour les grandes avancées qui ont été réalisées grâce à elle.
Un documentaire a été consacré à sa vie et à son travail, et ce dernier a notamment été diffusé à la télévision le 8 mars 2018 à l’occasion de la journée internationale des droits des femmes.
Par ailleurs, une rue à Bruxelles, entre Jette et Laeken, porte son nom afin de lui rendre hommage.